# Suojiang
Suojiang (kinesiska: 锁江乡, 锁江) är en socken i Kina. Den ligger i provinsen Sichuan, i den sydvästra delen av landet, omkring 170 kilometer norr om provinshuvudstaden Chengdu.
Genomsnittlig årsnederbörd är 1 162 millimeter. Den regnigaste månaden är juli, med i genomsnitt 342 mm nederbörd, och den torraste är december, med 2 mm nederbörd.